# Enózisz
Az enózisz (görögül: Ένωσις) egy mozgalom, amely Ciprus Görögországgal való egyesülését igyekszik elérni. A szó jelentése: Unió.

## A mozgalom története
A mozgalom a 19. században erősödött meg a Ciprust uraló Oszmán Birodalommal, majd 1878-tól a brit fennhatósággal szemben. Görögország első elnöke Joánisz Kapodísztriasz, aki ciprusi gyökerekkel is rendelkezett, 1828-ban felhívást tett közzé a sziget Görögországhoz csatolására, ami több helyi felkelést váltott ki.

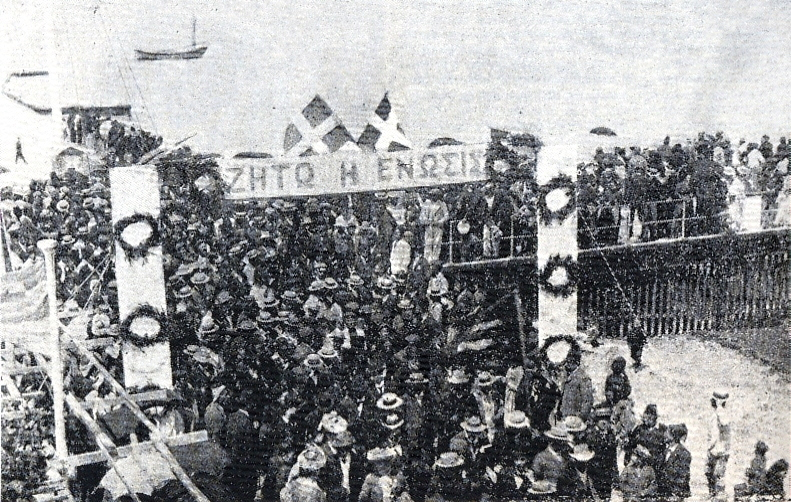
Enózisz-párti ciprusi demonstráció az 1930-as években

Miután a brit gyarmati közigazgatás elutasította a kérdésben a népszavazást, azt végül nem hivatalos úton – 1950 januárjában – a ciprusi ortodox egyház bonyolította le. A szavazók 95,7%-a támogatta a sziget Görögországhoz való csatlakozását. Noha az eredmény nem vethető össze egy modern keretek között megszervezett népszavazással, mutatja az elképzelés korabeli népszerűségét a helyi görögök körében.
Az EOKA – a görög ciprióták 1955-ben létrejött szervezete – az enózisz elérést tűzte zászlajára és ennek érdekében fegyveres akciókat is végrehajtott a britek és a török ciprióták ellen.
Ciprus 1960-ban függetlenné vált. Noha a függetlenségről szóló zürichi és londoni megállapodás értelmében a görögöknek le kellett mondaniuk az egyesítésről, a mozgalom nem tűnt el. Az 1968-as választási kampány során maga III. Makáriosz is „vágyott” állapotnak nevezte az enóziszt a „megvalósítható” függetlenséggel szemben.
A függetlenség megszületése után létrejött újabb görög ciprióta szervezet, az EOKA B terrorcselekményektől sem riadt vissza a török kisebbséggel vagy mérsékelt görög ciprióta politikai ellenfeleivel szemben. 1974-ben, görögországi katonákkal együttműködve elűzték Makáriosz érseket. A puccs végül az északi országrész  török megszállásához vezetett: a sziget azóta is kettéosztott.
Az enózisz nem szerepel a fontosabb ciprusi politikai erők tervei között. Az ország 2004-ben csatlakozott az Európai Unióhoz.

## Fordítás
- Ez a szócikk részben vagy egészben  az   Enosis című angol Wikipédia-szócikk ezen változatának fordításán alapul.  Az eredeti cikk szerkesztőit annak laptörténete sorolja fel. Ez a jelzés csupán a megfogalmazás eredetét és a szerzői jogokat jelzi, nem szolgál a cikkben szereplő információk forrásmegjelöléseként.